# Chaluha antarktická
Chaluha antarktická (Stercorarius maccormicki) je jedním z jižních druhů chaluh, řazených někdy do rodu Catharacta. Ze všech jižních chaluh je nejsubtilnější. Podobá se chaluze velké, vyskytuje se však ve třech barevných formách (světlé, přechodné a tmavé). Obvykle má tmavou svrchní část těla, kontrastující se světlou spodinou; ptáci tmavé formy mají světlé líce a zadní stranu krku. Chaluha antarktická hnízdí cirkumpolárně podél celého pobřeží Antarktidy. Zčásti tažný druh – dospělí ptáci jsou spíše potulní, mladí ptáci táhnou přes rovník do severních částí Tichého oceánu, Atlantského oceánu (západního) a snad i Indického oceánu.